# Чинти-Даморо, Лаура
Лаура Чинти-Даморо (фр. Laure Cinti-Damoreau; 6 января 1801, Париж — 25 февраля 1863, Шантийи, Франция) — французская оперная певица (сопрано), первая исполнительница ряда партий в операх Россини и Даниэля Обера.

## Биография
Училась в Париже у Анджелики Каталани и Джулио Марко Бордоньи, дебютировала в 1816 году в театре «Комеди-Итальен».
В дальнейшем брала уроки у Джоакино Россини, после чего выступила на парижских премьерах его опер «Елизавета, королева Английская» (в партии Матильды, 1822) и второй редакции оперы «Моисей в Египте» - «Моисей и фараон» (Анаи), а также на мировой премьере «Путешествия в Реймс» (Графиня де Фольвиль, 1825).
После перехода в Парижскую оперу в 1826 году она стала первой исполнительницей партии Пальмиры в «Осаде Коринфа», графини Адель Формутье в «Графе Ори» и Матильды в «Вильгельме Телле» Россини, а также Изабеллы в «Роберте-Дьяволе» Мейербера, главных партий в операх «Немая из Портичи», «Чёрное домино» и «Занетта» Обера. При этом партии в операх «Моисей и фараон», «Осада Коринфа», «Чёрное домино», «Занетта» были написаны специально для неё или приспособлены к её вокальным данным.
С 1833 по 1856 год преподавала в Парижской консерватории, издала несколько работ по вокальному мастерству.
Была женой композитора Жан-Батиста Теодора Векерлина.